# Liste der historischen Orgeln in Ostfriesland
In der Liste der historischen Orgeln in Ostfriesland sind alle erhaltenen historischen Orgeln in Ostfriesland erfasst, eine der reichsten Orgelregionen der Welt mit Instrumenten aus allen Epochen seit der Spätgotik (15. Jahrhundert). Hier werden alle Orgeln angeführt, deren Bestand vor den Zweiten Weltkrieg zurückreicht. Die Kontinuität im ostfriesischen Orgelbau, wie sie zum Schluss durch die Familienunternehmen von Gerhard Janssen Schmid und Gerd Sieben Janssen verkörpert wurde, fand zwischen den Weltkriegen ihr Ende. Dafür entstand durch die aufkommende Orgelbewegung in den 1930er Jahren ein Bewusstsein für den historischen Orgelbau.
Erhaltene historische Gehäuse (mit modernen Orgeln) werden durch Kursivierung angezeigt und chronologisch unter das Jahr des Neubaus eingeordnet. Diese Liste ist eine Ergänzung zum Hauptartikel Orgellandschaft Ostfriesland. Darüber hinaus gibt es vollständige Orgellisten zur Stadt Emden und den Landkreisen Aurich, Leer und Wittmund mit allen modernen Instrumenten.
In der Karte sind alle erhaltenen bedeutenden Orgeln Ostfrieslands eingetragen. Durch die Darstellung wird die hohe Dichte an historischen Werken illustriert, die in der Krummhörn eine besondere Konzentration aufweist. Die Farbe zeigt das Jahrhundert an, in dem das Instrument errichtet wurde, insofern der Grundbestand noch im Wesentlichen erhalten ist. Ist nur noch der Prospekt original, wird dies durch einen Ring dargestellt. Die Form des Zeichens gibt den Bedeutungsgrad an. Die Kategorien für die Einordnung sind dem grundlegenden Werk von Harald Vogel: Orgellandschaft Ostfriesland entnommen.
In der vierten Spalte der Tabelle sind die hauptsächlichen Erbauer angeführt; eine Kooperation mehrerer Orgelbauer wird durch Schrägstrich angezeigt, spätere Umbauten durch Komma. In der sechsten Spalte bezeichnet die römische Zahl die Anzahl der Manuale, ein großes „P“ ein selbstständiges Pedal, ein kleines „p“ ein nur angehängtes Pedal und die arabische Zahl die Anzahl der klingenden Register. Die vorletzte Spalte führt die letzte umfassende Restaurierung an. Nähere Informationen zu den einzelnen Orgeln finden sich in der letzten Spalte mit Links innerhalb der Wikipedia oder mit externen Weblinks.

## Liste der Orgeln
| Ort                 | Kirche                               | Bild            | Orgelbauer                                                                                   | Jahr                                  | Manuale | Register | Restaurierung | Bemerkung |
| ------------------- | ------------------------------------ | --------------- | -------------------------------------------------------------------------------------------- | ------------------------------------- | ------- | -------- | --- | --- |
| Amdorf              | Amdorfer Kirche                      |                 | Heinrich Wilhelm Eckmann                                                                     | 1773                                  | I/p     | 9        | Martin ter Haseborg, 2004 | Weitgehend erhalten |
| Ardorf              | Ardorfer Kirche                      |                 | Arnold Rohlfs                                                                                | 1844–1847                             | I/p     | 10       | Martin ter Haseborg, 2003 | Weitgehend erhalten |
| Arle                | Bonifatius-Kirche                    |                 | Hinrich Just Müller/Johann Gottfried Rohlfs, Martin ter Haseborg, Orgelwerkstatt Wegscheider | 1799, 1999–2000, 2024–2025            | II/P    | 18       | Orgelwerkstatt Wegscheider, 2024–2025 | Register des 17. Jahrhunderts von Vorgängerorgel im Hauptwerk weitgehend erhalten, 1999/2000 um Brustwerk und 2025 um ein Pedalwerk erweitert |
| Asel                | St.-Dionysius-Kirche                 |                 | Gerd Sieben Janssen, Alfred Führer                                                           | 1855–1856, 1953                       | I/P     | 8        | | Von Janssen erhalten sind der Prospekt (ohne Pfeifen) und 3 Register teilweise |
| Aurich              | Reformierte Kirche                   |                 | Gerd Sieben Janssen, Winold van der Putten                                                   | 1836–1838, 2003                       | II/P    | 18       | Winold van der Putten, 2003 | Im Stil von Janssen rekonstruiert und erweitert |
| Aurich-Oldendorf    | St.-Petri-Kirche                     |                 | Valentin Ulrich Grotian, Gebr. Jehmlich                                                      | 1691–1693, 1973/91                    | I/P     | 9        | Neubau | Prospekt erhalten; 1991 wurde im Pedal ein Subbaß 16′ ergänzt, das bis dahin nur angehängt war. |
| Backemoor           | St. Laurentius und St. Vincenz       |                 | Johann Friedrich Wenthin                                                                     | 1783                                  | I/p     | 12       | Alfred Führer, 1974/78/82; Mense Ruiter, 2008                                                                                             | Weitgehend erhalten; mit dem einzigen originalen Gambenregister aus dem 18. Jh. → Orgel von St. Laurentius und St. Vincenz |
| Bagband             | Bagbander Kirche                     |                 | Heinrich Wilhelm Eckmann                                                                     | 1774–1775                             | I/p     | 14       | Alfred Führer, 1949/73–75 | Neben Amdorf einziger Neubau Eckmanns in Ostfriesland; fast vollständig erhalten |
| Bangstede           | Bangsteder Kirche                    |                 | Johann Gottfried Rohlfs                                                                      | 1794–1795                             | I/p     | 8        | Bartelt Immer, 2008–2009 | Weitgehend erhalten |
| Bargebur            | Bargeburer Kirche                    |                 | W. Beckmann                                                                                  | 1864                                  | II/P    | 20       | Bartelt Immer, 2004 | Im Laufe der Zeit mehrmals umgebaut |
| Barstede            | Barsteder Kirche                     |                 | Johann Gottfried Rohlfs                                                                      | 1801                                  | I/p     | 8        | Alfred Führer, 1991 | Weitgehend erhalten |
| Bedekaspel          | Bedekaspeler Kirche                  |                 | Gebr. Rohlfs                                                                                 | 1869                                  | I/p     | 6        | Bartelt Immer, 1999 | Weitgehend erhalten (5 Register); offensichtlich aus Lagerbeständen zusammengestellt und nur rau verarbeitet → Orgel der Bedekaspeler Kirche |
| Berdum              | Maria-Magdalena                      |                 | Gerd Sieben Janssen                                                                          | 1878                                  | I/p     | 5        | Alfred Führer, 1977 (Renovierung) | 1. Manual weitgehend erhalten, 2. Manual seit 1977 ausgebaut. |
| Blersum             | Blersumer Kirche                     |                 | Johann Martin Schmid                                                                         | 1890–1891                             | I/P     | 7        | Alfred Führer, 2000 (Renovierung) | Weitgehend erhalten |
| Blomberg-Neuschoo   | Blomberger Kirche                    |                 | Johann Diepenbrock                                                                           | 1893                                  | I/P     | 9        | Martin Haspelmath, 1977–1978 | Vollständig erhalten, mit Tutti-Tritt, neogotisches Gehäuse |
| Böhmerwold          | Böhmerwolder Kirche                  |                 | Johann Gottfried Rohlfs                                                                      | 1828                                  | I/p     | 7        | Krummhörner Orgelwerkstatt, 1989 | Unter Verwendung älterer Pfeifen; weitgehend erhalten → Orgel der Böhmerwolder Kirche |
| Breinermoor         | St. Sebastian und St. Vincenz        |                 | Gerd Sieben Janssen                                                                          | um 1860                               | I/P     | 9        | Martin Wurm, 2006 | Gehäuse und teilweise Pfeifenwerk erhalten |
| Bunde               | Reformierte Kirche                   |                 | Hinrich Just Müller, Karl Schuke                                                             | 1793, 1965                            | II/P    | 23       | Neubau | Prospekt erhalten → Orgel der Reformierten Kirche (Bunde) |
| Burhafe             | St.-Florian-Kirche                   |                 | Johann Gottfried Rohlfs, Johann Martin Schmid                                                | 1794, 1904–1905                       | I/P     | 10 (12)  | Harm Dieder Kirschner, 2009 | Erste Orgel von Rohlfs; technische Anlage rekonstruiert, Pfeifenwerk zur Hälfte erhalten |
| Buttforde           | St.-Marien-Kirche                    |                 | Joachim Richborn                                                                             | 1681                                  | I/p     | 9        | Hendrik Ahrend, 2012 | Einzige weitgehend erhaltene Orgel Richborns → Orgel von St. Marien (Buttforde) |
| Campen              | Reformierte Kirche                   |                 | unbekannt                                                                                    | 18. Jahrhundert, 1835                 | I/p     | 7        | Bartelt Immer, 1997 | Ursprünglich Hausorgel, von der teils altes Pfeifenmaterial erhalten ist |
| Canum               | Canumer Kirche                       |                 | Gerhard von Holy, Bartelt Immer                                                              | 1723, 2010                            | II/P    | 18       | Rekonstruktion, 2010/2013 | Restaurierung/Rekonstruktion/Neubau hinter erhaltenem Prospekt mit den originalen Prospektpfeifen der Holy-Orgel aus Wetter (Ruhr) (1723), orientiert sich in der Disposition an der verloren gegangenen Holy-Orgel in Nesse (1709–1710), ansonsten an Dornum und Marienhafe                                |
| Carolinensiel       | Carolinensieler Kirche               |                 | Hinrich Just Müller                                                                          | 1780–1781                             | II/p    | 11       | Gebr. Hillebrand, 1975–1976; Heiko Lorenz, 2004–2005                                                                                      | Die Hälfte der Register erhalten |
| Cirkwehrum          | Cirkwehrumer Kirche                  |                 | Gebr. Rohlfs                                                                                 | 1877–1879                             | I/p     | 8        | Harm Dieder Kirschner, 2012–2013 | Weitgehend erhalten |
| Collinghorst        | Dreifaltigkeitskirche                |                 | Johann Gottfried Rohlfs                                                                      | 1838                                  | I/p     | 7        | Bartelt Immer, 2007 | Weitgehend erhalten → Orgel der Dreifaltigkeitskirche (Collinghorst) |
| Critzum             | Critzumer Kirche                     |                 | Eberhard Friedrich Walcker                                                                   | 1939                                  | I/p     | 6        | | Umbau einer ursprünglichen Schulorgel (Anfang 19. Jh.), 1964 überführt; neogotischer Prospekt |
| Detern              | St.-Stephani-und-Bartholomäi-Kirche  |                 | Wilhelm Eilert Schmid                                                                        | 1819                                  | I/p     | 12       | Alfred Führer, 1981; Martin ter Haseborg, 2002                                                                                            | Weitgehend erhalten |
| Dornum              | St.-Bartholomäus-Kirche              |                 | Gerhard von Holy                                                                             | 1710–1711                             | III/P   | 32       | Jürgen Ahrend, 1997–1998 | Größte norddeutsche Dorforgel; weitgehend erhalten → Orgel der St.-Bartholomäus-Kirche (Dornum) |
| Driever             | Reformierte Kirche                   |                 | Gebr. Rohlfing                                                                               | 1885                                  | I/P     | 10       | Bartelt Immer, 2006 | Nahezu vollständig erhalten |
| Dunum               | Dunumer Kirche                       |                 | Hinrich Just Müller                                                                          | 1759–1765                             | I/p     | 9        | Martin Haspelmath, 1979–1981 | Weitgehend erhalten |
| Eggelingen          | St.-Georg-Kirche                     |                 | Gerd Sieben Janssen                                                                          | 1843–1846                             | I/p     | 8(10)    | Alfred Führer, 1997–1999 | Weitgehend erhalten |
| Eilsum              | Eilsumer Kirche                      |                 | Joachim Kayser, Karl Schuke                                                                  | 1709–1710/1967                        | I/P     | 9        | Neubau | Prospekt erhalten |
| Engerhafe           | Kirche Johannes der Täufer           |                 | Hinrich Just Müller, Hermann Hillebrand                                                      | 1774–1775, 1971–1973                  | I/p     | 9        | Neubau | Prospekt erhalten; Rückpositiv Attrappe; die Prospektpfeifen mit den Eselsrücken-Labien möglicherweise spätgotisch |
| Esens               | St.-Magnus-Kirche                    |                 | Arnold Rohlfs                                                                                | 1848–1860                             | II/P    | 30       | Alfred Führer, Bartelt Immer, 1982–1983, 2006                                                                                             | Größte Orgel von Rohlfs, nahezu vollständig erhalten |
| Esklum              | Esklumer Kirche                      |                 | Gerd Sieben Janssen, Bartelt Immer                                                           | 1855, 2008                            | I/P     | 7        | Bartelt Immer, 2008 | Pfeifeninnenwerk rekonstruiert und erweitert |
| Etzel               | St.-Martinus-Kirche                  |                 | Gerd Sieben Janssen, P. Furtwängler & Hammer                                                 | 1864, 1928                            | II/P    | 12       | Bartelt Immer, 2007 | Pneumatisch, hinter historischem Prospekt von 1864 |
| Flachsmeer          | St. Bernhard                         | Bild gesucht BW | Carl Haupt, Bernhard Speith                                                                  | 1900, 1976                            | II/P    | 12       | Bernhard Speith, 1976 | Kegelladen; 1976 vollständiger Umbau |
| Forlitz-Blaukirchen | Lutherische Kirche                   |                 | Gebr. Rohlfs                                                                                 | 1869                                  | I/p     | 6        | Martin Haspelmath, 1979/82 | Weitgehend erhalten |
| Freepsum            | Freepsumer Kirche                    |                 | Wilhelm Caspar Joseph Höffgen                                                                | 1836–1839                             | I/p     | 7(8)     | Gebr. Hillebrand, 2018–2021 | Neben Uphusen einziger Neubau Höffgens; fast vollständig erhalten |
| Fulkum              | Maria-Magdalena-Kirche               |                 | Arnold Rohlfs, Alfred Führer                                                                 | 1860–1866, 1968–1969                  | I/p     | 6        | Alfred Führer, 1968–1969 Umbau | Pfeifenwerk nur teilweise erhalten |
| Funnix              | St.-Florian-Kirche                   |                 | Johann Friedrich Constabel/Hinrich Just Müller                                               | 1760–1762                             | I/p     | 8        | Alfred Führer, 1984–1986 | Weitgehend erhalten |
| Gandersum           | Gandersumer Kirche                   |                 | unbekannt, Winold van der Putten                                                             | 18. Jahrhundert, 1990–1991            | I       | 5        | Winold van der Putten, 1990–1991 | Rekonstruktion unter Verwendung älterer Reste |
| Greetsiel           | Greetsieler Kirche                   |                 | Johann Friedrich Constabel, Karl Schuke                                                      | 1738/1960                             | I/p     | 6        | Krummhörner Orgelwerkstatt, 1990 | Prospekt erhalten |
| Groothusen          | Groothuser Kirche                    |                 | Johann Friedrich Wenthin                                                                     | 1798–1801                             | II/p    | 19       | Alfred Führer, 1987 | Größte Orgel der Krummhörn mit einzigartigen Flötenregistern; über die Hälfte erhalten |
| Groß Midlum         | Groß Midlumer Kirche                 |                 | Johann Friedrich Wenthin, Alfred Führer                                                      | 1803–1804, 1956                       | I/P     | 12       | Neubau | Prospekt erhalten |
| Großwolde           | Großwolder Kirche                    |                 | Gerd Sieben Janssen                                                                          | 1883–1884                             | I/p     | 8        | | Teilweise erhalten |
| Grotegaste          | St. Johannes Baptist                 |                 | Gerd Sieben Janssen, P. Furtwängler & Hammer                                                 | 1854, 1919                            | II/P    | 12       | Bartelt Immer, 2005 | Prospekt von Janssen erhalten, Prospektpfeifen und Innenwerk von 1919 |
| Hage                | St.-Ansgari-Kirche                   |                 | Dirk Lohman                                                                                  | 1776–1783                             | II/P    | 22       | Alfred Führer, 1979/1987; Bartelt Immer, 2003                                                                                             | Einzige nahezu vollständig erhaltene Orgel Lohmans |
| Hatshausen          | Maria-Magdalena-Kirche               |                 | Johann Friedrich Constabel, Alfred Führer                                                    | um 1750, 1976                         | I/p     | 5        | Neubau | Ursprünglich für die Ref. Kirche in Loga gebaut; Prospekt in Hatshausen erhalten |
| Hinte               | Evangelisch-reformierte Kirche Hinte |                 | Johann Friedrich Wenthin, Jürgen Ahrend                                                      | 1776–1781, 1958                       | I/p     | 8        | Neubau | Prospekt erhalten |
| Holtgaste           | Liudgeri-Kirche                      |                 | Arnold Rohlfs                                                                                | 1864–1865                             | I/p     | 7        | Krummhörner Orgelwerkstatt, 1991 | Unverändert erhalten → Orgel der Liudgeri-Kirche (Holtgaste) |
| Holtland            | Marienkirche                         |                 | Johann Gottfried Rohlfs                                                                      | 1810–1813                             | II/p    | 14       | Alfred Führer, 1981–1982 | Neben Neustadtgödens einzige zweimanualige Brüstungsorgel in Ostfriesland; weitgehend erhalten → Orgel der Marienkirche (Holtland) |
| Holtrop             | Holtroper Kirche                     |                 | Hinrich Just Müller                                                                          | 1772                                  | I/p     | 8        | Rudolf von Beckerath, 1976–1977 | Bis auf 2 rekonstruierte Register vollständig erhalten |
| Horsten             | St.-Mauritius-Kirche                 |                 | Samuel Schröder                                                                              | 1731–1733                             | II/P    | 18       | Alfred Führer, 1956/85 | Einzige Orgel Schröders in Ostfriesland; 7-8 Register erhalten → Orgel der St.-Mauritius-Kirche (Horsten) |
| Ihrenerfeld         | Ihrenerfelder Kirche                 | Bild gesucht BW | P. Furtwängler & Hammer                                                                      | 1916                                  | II/P    | 7        | | |
| Ihrhove             | Altreformierte Kirche                |                 | Thomas J. Robson                                                                             | um 1867                               | II/P    | 13       | Fa. Hendriksen & Reitsma, 1989–1990 | Englische Orgel; Register weitgehend erhalten, Gehäuse neu |
| Jemgum              | Reformierte Kirche                   |                 | Joseph William Walker                                                                        | 1844                                  | II/P    | 19       | Fokke Rinke Feenstra, 2007 | Englische Orgel; weitgehend erhalten → Orgel der Reformierten Kirche (Jemgum) |
| Jennelt             | Jennelter Kirche                     |                 | Johann Friedrich Constabel                                                                   | 1738                                  | I/p     | 8        | Ahrend & Brunzema, 1969 | Einzige weitgehend vollständig erhaltene Orgel Constabels |
| Jheringsfehn        | Jheringsfehner Kirche                |                 | Gerd Sieben Janssen                                                                          | 1865                                  | II/P    | 15       | Alfred Führer, 1961 Neubau im alten Gehäuse mit einem Teil des alten Pfeifenwerks, 1991 Erweiterung um ein Oberwerk und ein Pedalregister | Gehäuse und teilweise Pfeifenwerk (4 Register) erhalten |
| Kirchborgum         | Kirchborgumer Kirche                 |                 | Gebr. Rohlfs                                                                                 | 1876–1878                             | I/P     | 8        | | Weitgehend erhalten |
| Landschaftspolder   | Landschaftspolder Kirche             |                 | Gerhard Janssen Schmid, Krummhörner Orgelwerkstatt                                           | 1814, 1987–1988                       | I/p     | 5        | Krummhörner Orgelwerkstatt, 1988 | Neubau im Stil von Schmid → Orgel der Landschaftspolder Kirche |
| Larrelt             | Larrelter Kirche                     |                 | Johannes Millensis, Gerd Sieben Janssen                                                      | 1618–1619, 1848–1855                  | I/p     | 11       | Ahrend (& Brunzema), 1954/88 | Register der Spätrenaissance zur Hälfte erhalten → Orgel der Larrelter Kirche |
| Leer                | Große Kirche                         |                 | Marten de Mare, Albertus Antonius Hinsz, Paul Ott, Ahrend & Brunzema                         | 1609, 1763–1766, 1953–1955, 1963–1971 | III/P   | 48       | Hendrik Ahrend, 2014–2018 | Mit gewachsenem Bestand aus 400 Jahren → Orgel der Großen Kirche (Leer) |
| Leer                | Lutherkirche                         |                 | Hinrich Just Müller, Jürgen u. Hendrik Ahrend                                                | 1793, 2002                            | III/P   | 39       | Neubau | 5. Orgelneubau in 300 Jahren; Prospekt erhalten → Orgel der Lutherkirche (Leer) |
| Leer                | Mennonitenkirche                     |                 | Wilhelm Eilert Schmid, Brond de Grave Winter                                                 | 1825–1826, 1860                       | I/P     | 9        | Winold van der Putten, 2013 | 1860 Neubau unter Verwendung des vorhandenen Gehäuses; weitgehend erhalten |
| Leerhafe            | Cäcilien- und Margarethenkirche      |                 | Arnold Rohlfs, Alfred Führer                                                                 | 1863, 1956–1958                       | II/P    | 15       | Martin ter Haseborg, 2000 | Hauptwerks-Prospekt erhalten, sowie alte Pfeifen in 4 Registern; Rückpositiv und Pedal 1956–1958 |
| Loppersum           | Loppersumer Kirche                   |                 | Gebr. Rohlfs                                                                                 | 1867–1868                             | I/P     | 11       | Bartelt Immer, 1996 und 2018 | Weitgehend erhalten |
| Loquard             | Loquarder Kirche                     |                 | Hinrich Just Müller, Alfred Führer                                                           | 1793, 1966–1967                       | I/p     | 8        | Neubau | Prospekt erhalten |
| Manslagt            | Manslagter Kirche                    |                 | Hinrich Just Müller                                                                          | 1776–1778                             | II/p    | 15       | Bartelt Immer, 2000–2001 | Weitgehend erhalten; Rückpositiv als Attrappe |
| Marcardsmoor        | Kreuzkirche                          |                 | P. Furtwängler & Hammer                                                                      | 1909–1911                             | II/P    | 7        | Ostfriesischer Orgelservice, 2009 | Mit Taschenlade; vollständig erhalten |
| Marienhafe          | Marienkirche                         |                 | Gerhard von Holy                                                                             | 1710–1713                             | II/p    | 20       | Ahrend (& Brunzema), 1966/69, 1987–1988, 2010                                                                                             | Am besten erhaltene Barockorgel Ostfrieslands → Orgel der Marienkirche (Marienhafe) |
| Marx                | St.-Marcus-Kirche                    |                 | Johann Gottfried Rohlfs                                                                      | 1820–1823                             | I/p     | 7        | Martin ter Haseborg, 2002 | Weitgehend erhalten |
| Middels             | Middelser Kirche                     |                 | Hinrich Just Müller                                                                          | 1784–1786                             | I/p     | 8        | Alfred Führer, 1983/85/89 | Weitgehend erhalten |
| Midlum              | Midlumer Kirche                      |                 | Hinrich Just Müller                                                                          | 1766                                  | I/p     | 9        | Krummhörner Orgelwerkstatt, 1987–1988 | Nahezu vollständig erhalten; Rückpositiv als Attrappe → Orgel der Midlumer Kirche |
| Mitling-Mark        | Mitling-Marker Kirche                |                 | Brond de Grave Winter                                                                        | 1859–1860                             | I/P     | 8        | Harm Dieder Kirschner, 2019 | Einzige nahezu vollständig erhaltene Orgel von de Grave Winter |
| Mittegroßefehn      | Mittegroßefehner Kirche              |                 | Brond de Grave Winter                                                                        | 1859                                  | II/P    | 13       | Wilfried Müller, 1977–1979 | Orgel nahezu vollständig erhalten, aber z.Zt. stillgelegt |
| Moordorf            | Martin-Luther-Kirche                 |                 | Johann Diepenbrock, Alfred Führer                                                            | 1895, 1976                            | I/p     | 7        | Alfred Führer, 1976 | Von Diepenbrock 2 Register und Gehäuse erhalten |
| Münkeboe            | Kirche zum guten Hirten              |                 | P. Furtwängler & Hammer, G. Christian Lobback                                                | 1902, 1978–1980                       | I/P     | 10       | Neubau der technischen Anlage (Windladen, Traktur, Spieltisch), Reduktion auf Einmanualigkeit                                             | Prospekt erhalten, Pfeifenwerk weitgehend original |
| Neermoor            | Altreformierte Kirche                |                 | Positive-Organ-London                                                                        | um 1900                               | I/p     | 4        | Gerrit Geerds, 1993–1994 | Englische Orgel; ursprünglich in St Alban’s, Blue Bell Hill, Chatham (Kent); von Geerds für Neermoor umgebaut |
| Neermoor            | Reformierte Kirche                   |                 | Hinrich Just Müller                                                                          | 1796–1798                             | I/p     | 11       | Winold van der Putten/Berend Veger, 1994–1995                                                                                             | Weitgehend erhalten → Orgel der Reformierten Kirche (Neermoor) |
| Neuburg             | Neuburger Kirche                     |                 | Folkert Becker & Sohn                                                                        | 1884                                  | I/P     | 7        | Alfred Führer, 1992–1994 | Nur die verwurmten Holzpfeifen und Windladen wurden erneuert, sonst alles original erhalten. |
| Neustadtgödens      | Lutherische Kirche                   |                 | Johann Gottfried Rohlfs, Alfred Führer                                                       | 1796–1798, 1990                       | II/P    | 15       | Alfred Führer, 1989–1990 | Zweimanualige Brüstungsorgel wie Holtland, technische Anlage von 1990, Pfeifenwerk weitgehend erhalten |
| Norden              | Christuskirche                       |                 | Johann Gottfried Rohlfs, Alfred Führer                                                       | 1796–1799, 1958–1959                  | II/P    | 11       | Bartelt Immer, 1994/98 | Ursprünglicher für die Mennonitenkirche Norden gebaut → Orgel der Christuskirche (Norden) |
| Norden              | Ludgeri-Kirche                       |                 | Arp Schnitger                                                                                | 1686–1988/91–92                       | III/P   | 46       | Jürgen Ahrend, 1981–1985 | Zweitgrößtes erhaltenes Werk Schnitgers in Deutschland und zweitgrößte Orgel in Ostfriesland; 8 Register von Evers und 13 von Schnitger erhalten, 25 von Ahrend rekonstruiert → Orgel der Ludgerikirche (Norden)                                                                                            |
| Norden              | Mennonitenkirche                     |                 | Gebr. Link                                                                                   | 1900                                  | II/P    | 12       | | Pneumatisch; vollständig erhalten |
| Nortmoor            | St.-Georg-Kirche                     |                 | Hinrich Just Müller                                                                          | 1773–1775                             | I/p     | 8        | Alfred Führer, 1980–1982 | Weitgehend erhalten → Orgel der St.-Georg-Kirche (Nortmoor) |
| Nüttermoor          | Reformierte Kirche                   | Bild gesucht BW | Johann Gottfried Rohlfs                                                                      | 1815–1816                             | I/P     | 11       | Bartelt Immer, 1994–1995, 2013 | Weitgehend erhalten |
| Ochtersum           | St.-Materniani-Kirche                |                 | Christian Klausing                                                                           | 1734–1737                             | I/p     | 9        | Jürgen Ahrend, 1972–1973 | Klausings einziges Werk in Ostfriesland; weitgehend erhalten → Orgel der St.-Materniani-Kirche (Ochtersum) |
| Oldendorp           | Oldendorper Kirche                   |                 | Gebr. Rohlfs                                                                                 | 1870                                  | I/p     | 7        | | Weitgehend erhalten |
| Osteel              | Warnfried-Kirche                     |                 | Edo Evers                                                                                    | 1619                                  | II/p    | 13       | Jürgen Ahrend, 1994–1995 | Einzige nahezu vollständig erhaltene Orgel von Evers → Orgel der Warnfried-Kirche (Osteel) |
| Ostgroßefehn        | Auferstehungskirche (Ostgroßefehn)   |                 | P. Furtwängler & Hammer                                                                      | 1895                                  | II/P    | 13       | Martin Haspelmath, 1980 | Vollständig erhalten |
| Ostrhauderfehn      | Petrus-Kirche                        |                 | Johann Diepenbrock                                                                           | 1896                                  | II/P    | 14       | Jörg Bente, 2022–2024 | Pfeifenwerk weitgehend erhalten |
| Petkum              | St.-Antonius-Kirche                  |                 | Valentin Ulrich Grotian, Orgelwerkstatt Wegscheider                                          | 1694–1699, 2021–2023                  | II/P    | 19       | Orgelwerkstatt Wegscheider, 2021–2023 | Restaurierung und Rekonstruktion, Ergänzung um Pedalwerk; 5 Register erhalten |
| Pilsum              | Pilsumer Kreuzkirche                 |                 | Valentin Ulrich Grotian                                                                      | 1694                                  | II/p    | 16       | Jürgen Ahrend, 1991 | Einzige weitgehend vollständig erhaltene Orgel Grotians → Orgel der Pilsumer Kreuzkirche |
| Pogum               | Pogumer Kirche                       |                 | Johann Adam Berner                                                                           | 1758–1759                             | I       | 6        | Martin ter Haseborg, 1998–1999 | Berners einziger Neubau in Ostfriesland, 3 Register erhalten → Orgel der Pogumer Kirche |
| Reepsholt           | St. Mauritius                        |                 | Johann Friedrich Wenthin                                                                     | 1788–1789                             | II/p    | 17       | Bernhardt Edskes, 1992–1993 | Weitgehend erhalten |
| Remels              | St.-Martin-Kirche                    |                 | Johann Friedrich Constabel, Hinrich Just Müller                                              | 1733, 1782                            | II/p    | 15       | Rudolf Janke, 1978–1979 | Das Hauptwerk stammt von Müller, das Positiv von Constabel wurde dabei als Rückpositiv in die Anlage integriert; letzte Orgel in Ostfriesland mit Rückpositiv; weitgehend erhalten |
| Rhaude              | Rhauder Kirche                       |                 | Johann Friedrich Constabel, Gebr. Hillebrand                                                 | 1756/1986                             | I/P     | 9        | Neubau | Prospekt erhalten |
| Riepe               | Riepster Kirche                      |                 | Johann Friedrich Wenthin, Orgelwerkstatt Wegscheider                                         | 1776–1785, 2025                       | II/P    | 18       | Neubau | Prospekt und Prospektpfeifen erhalten |
| Roggenstede         | Roggensteder Kirche                  |                 | Johann Gottfried Rohlfs                                                                      | 1827–1833                             | I/p     | 8        | Martin Haspelmath, 1988–1989 | Mit seitlichen Pfeifenattrappen; weitgehend erhalten |
| Rorichum            | Nicolai-Kirche                       |                 | Gebr. Rohlfs                                                                                 | 1867–1869                             | I/p     | 7        | | Weitgehend erhalten |
| Rysum               | Rysumer Kirche                       |                 | Meister Harmannus (?)                                                                        | 1457, 1513                            | I       | 7        | Ahrend & Brunzema, 1959–61 | Eine der weltweit ältesten Orgeln; 4 Register erhalten, 3 rekonstruiert → Orgel der Rysumer Kirche |
| Siegelsum           | Siegelsumer Kirche                   |                 | Arnold Rohlfs                                                                                | 1842–1845                             | I/p     | 6        | Alfred Führer, 1977–1980 | Weitgehend erhalten |
| Simonswolde         | Simonswoldmer Kirche                 |                 | Hinrich Just Müller                                                                          | 1777                                  | I/p     | 7        | Jürgen Ahrend, 1981–1982; Bartelt Immer, 2001                                                                                             | Vollständig erhalten |
| Spetzerfehn         | Privatbesitz                         |                 | Johann Diepenbrock                                                                           | 1892                                  | I/p     | 4        | | Ursprünglich für die Alte Inselkirche auf Spiekeroog gebaut, 1974–1976 Umbau in eine private Hausorgel (I/p/4) mit mechanischen Schleifladen statt Kegelladen, basierend auf Principal 4′ statt 8′, und Aufstellung in Spetzerfehn; 3–4 Register, Klaviaturen, Registerzüge und Spieltisch-Schrank erhalten |
| Stapelmoor          | Stapelmoorer Kirche                  |                 | Bartelt Immer/Reinalt Johannes Klein/Claude Jaccard                                          | 1994                                  | III/P   | 23       | Neubau | Replik der Louis-Alexandre Clicquot-Orgel (1734) → Orgel der Stapelmoorer Kirche |
| Stedesdorf          | St.-Aegidien-Kirche                  |                 | Valentin Ulrich Grotian, Arnold Rohlfs                                                       | 1696, 1847–1849                       | I/p     | 9        | Rudolf Janke, 1986 | Orgel von Rohlfs mit vier Registern noch von Grotian |
| Steenfelde          | Steenfelder Kirche                   |                 | Gerd Sieben Janssen, Gebr. Hillebrand                                                        | 1858–1860, 1984–1986                  | II/P    | 12       | Neubau | Prospekt erhalten |
| Strackholt          | St.-Barbara-Kirche                   |                 | Gerhard Janssen Schmid, Hans Wolf, Hermann Hillebrand                                        | 1798–1799, 1971, 1973/86              | II/P    | 23       | Hermann Hillebrand, 1973 | Eine der größten Dorforgeln Ostfrieslands; mehrfach umgebaut → Orgel der Barbara-Kirche (Strackholt) |
| Tergast             | Tergaster Kirche                     |                 | Gerd Sieben Janssen, Winold van der Putten                                                   | 1840, 2000                            | I/p     | 7        | Winold van der Putten, 2000 | 1939 aus Neustadtgödens (Ref. Kirche) überführt; größtenteils rekonstruiert |
| Thunum              | St.-Marien-Kirche                    |                 | Arnold Rohlfs                                                                                | 1855                                  | I/p     | 6        | Alfred Führer, 1984–1985 | 3–4 Register erhalten; mit Messerrückenpedal |
| Timmel              | Petrus-und-Paulus-Kirche             |                 | Johann Friedrich Constabel, Gebr. Hillebrand                                                 | 1740, 1962                            | II/P    | 18       | Neubau | Hauptwerks-Prospekt (ohne Pfeifen) erhalten |
| Uphusen             | Uphuser Kirche                       | Bild gesucht BW | Wilhelm Caspar Joseph Höffgen                                                                | 1825–1831                             | I/p     | 14       | Bartelt Immer, 1997/2021 | Südländische Kennzeichen durch aufgeteilte Register; Orgel nahezu vollständig erhalten |
| Uttum               | Uttumer Kirche                       |                 | unbekannt                                                                                    | um 1660                               | I       | 9        | Ahrend & Brunzema, 1956–1957; Hendrik Ahrend, 2020/2021                                                                                   | Eine der bedeutendsten Renaissanceorgeln, die noch nahezu vollständig original erhalten ist → Orgel der Uttumer Kirche |
| Veenhusen           | Veenhuser Kirche                     |                 | Johann Gottfried Rohlfs                                                                      | 1801–1802                             | I/p     | 8        | Bartelt Immer / Reinalt Klein / Uwe Knaak, 1993                                                                                           | Weitgehend erhalten |
| Vellage             | Vellager Kirche                      |                 | Gebr. Rohlfing                                                                               | 1885–1888                             | I/P     | 6        | | Weitgehend erhalten |
| Victorbur           | St.-Victor-Kirche                    |                 | Johann Gottfried Rohlfs, Hermann Hillebrand                                                  | 1818–1819, 1966–1969                  | II/p    | 15       | Neubau | Prospekt erhalten |
| Visquard            | Visquarder Kirche                    |                 | unbekannt, Johann Reil                                                                       | vor 1680, 1966                        | I/p     | 8        | Neubau | Flügeltüren mit gemalten Pfeifen |
| Völlen              | Peter-und-Paul-Kirche                |                 | Wilhelm Eilert Schmid, Gerd Sieben Janssen                                                   | 1822–1823, 1869                       | I/P     | 10       | Bartelt Immer, 2004 | Weitgehend erhalten |
| Weene               | Nikolaikirche                        |                 | Valentin Ulrich Grotian, Alfred Führer                                                       | 1698–1699, 1960/1962/1966/1992        | II/P    | 17       | Alfred Führer, 1992 | Hauptwerks-Prospekt (ohne Pfeifen) erhalten |
| Weener              | Organeum                             |                 | Ibe Peters Iben                                                                              | 1790                                  | I       | 5        | Reinalt Klein, 2007–2008 | Fast vollständig erhalten; Aufteilung in Bass/Diskant |
| Weener              | Organeum                             |                 | Franz Caspar Schnitger jr./Heinrich Hermann Freytag                                          | 1792                                  | I       | 5        | | Bureau-Orgel, die in einen Sekretär eingebaut ist |
| Weener              | Organeum                             |                 | Jan Jacob Vool                                                                               | um 1800                               | I       | 8        | Fritz Schild | Fast vollständig erhalten; Aufteilung in Bass/Diskant |
| Weener              | Evangelisch-reformierte Kirche       |                 | Arp Schnitger, Johann Friedrich Wenthin                                                      | 1709–1710, 1782                       | II/P    | 29       | Hendrik Jan Vierdag, 1972–1978; Jürgen Ahrend, 1978–1983                                                                                  | Spätwerk Schnitgers; letzte Orgel in Ostfriesland mit separaten Pedaltürmen; 6 Register von Schnitger erhalten → Orgel der Evangelisch-reformierten Kirche (Weener) |
| Weener              | St. Joseph                           |                 | Carl Haupt                                                                                   | 1879                                  | II/P    | 9        | Bernhard Speith, 1975 | Neogotischer Prospekt |
| Weenermoor          | Weenermoorer Kirche                  |                 | Gebr. Rohlfing                                                                               | 1906                                  | II/P    | 10       | | Pneumatisch; vollständig erhalten |
| Werdum              | St.-Nicolai-Kirche                   |                 | Johann Diepenbrock                                                                           | 1897–1998                             | II/P    | 14       | Martin Haspelmath, 1987–1988 | Vollständig erhalten |
| Westeraccum         | Petrikirche                          |                 | Gerd Sieben Janssen                                                                          | 1856–1861                             | I/p     | 7        | Alfred Führer, 1972 | Prospekt erhalten, ursprünglich in Pewsum |
| Westerbur           | Westerburer Kirche                   |                 | Arnold Rohlfs                                                                                | 1860                                  | I/p     | 7        | Alfred Führer, 1983–1985 | Weitgehend erhalten; mit Messerrückenpedal |
| Westerende          | St. Martin                           |                 | Johann Friedrich Wenthin, Johann Diepenbrock, Alfred Führer                                  | 1793, 1885, 1959                      | I/P     | 15       | Alfred Führer (Instandsetzung), 1985 | Weitgehend erhalten |
| Westerholt          | Westerholter Kirche                  |                 | Arnold Rohlfs                                                                                | 1840–1842                             | I/p     | 8        | Martin Haspelmath, 1988–1989 | Weitgehend erhalten |
| Westerhusen         | Westerhuser Kirche                   |                 | Jost Sieburg                                                                                 | 1642–1643                             | I/p     | 7        | Ahrend & Brunzema, 1955 | Einzige nahezu vollständig erhaltene Orgel Sieburgs → Orgel der Westerhuser Kirche |
| Westrhauderfehn     | Hoffnungskirche                      |                 | Gerd Sieben Janssen, P. Furtwängler & Hammer, Alfred Führer                                  | 1852, 1937, 1984–1985                 | II/P    | 24       | Alfred Führer, 1984–1985 | 1937 fast Neubau (weitgehend erhalten) hinter altem Prospekt; Umbau durch Führer |
| Westrhauderfehn     | St. Bonifatius                       |                 | Carl Krämer                                                                                  | 1861                                  | II/P    | 16       | Franz Breil, 1977 | Pneumatische Spiel- und Registertraktur |
| Wiegboldsbur        | Wibadi-Kirche                        |                 | Wilhelm Eilert Schmid                                                                        | 1818–1819                             | I/p     | 8        | Gebr. Hillebrand, 1983–1985 | Weitgehend erhalten |
| Wiesens             | Johannes-der-Täufer-Kirche           |                 | Johann Gottfried Rohlfs                                                                      | 1820–1822                             | I/p     | 10       | Alfred Führer, 1979–1981 | Nahezu vollständig erhalten |
| Wittmund            | St. Nicolai                          |                 | Hinrich Just Müller, Alfred Führer                                                           | 1776/1936                             | II/P    | 25       | Bartelt Immer, 2006 | Prospekt von Müller und möglicherweise ein Register aus der Vorgängerorgel von Arp Schnitger erhalten |
| Wolthusen           | Wolthuser Kirche                     |                 | Johann Friedrich Wenthin                                                                     | 1790–1793                             | I/p     | 8        | Alfred Führer, 1984–1985 | 4 Register von Wenthin erhalten |
| Woquard             | Marienkirche                         |                 | Hinrich Just Müller                                                                          | 1803–1804                             | I/p     | 9        | Bartelt Immer, 2006 | Letztes Werk Müllers; nahezu vollständig erhalten |
| Wymeer              | Reformierte Kirche                   |                 | Johann Diepenbrock                                                                           | 1888                                  | II/P    | 15       | Alfred Führer, 1992 | Mit mechanischer Kegellade; nahezu vollständig erhalten |